# Resolució 1604 del Consell de Seguretat de les Nacions Unides
La Resolució 1604 del Consell de Seguretat de les Nacions Unides fou adoptada per unanimitat el 15 de juny de 2005. Després de reafirmar totes les resolucions sobre el conflicte de Xipre, en particular la Resolució 1251 (1999), el Consell va prorrogar el mandat de la Força de les Nacions Unides pel Manteniment de la Pau a Xipre (UNFICYP) per un període addicional fins al 15 de desembre de 2005.

## Observacions
El Consell de Seguretat va demanar a Xipre i Xipre del Nord que abordessin amb urgència la qüestió humanitària de les persones desaparegudes. Va donar la benvinguda a la revisió de la UNFICYP del Secretari General, tal com es va demanar a la Resolució 1568 (2004) i la seva avaluació que la violència a l'illa era poc probable, així com la seva intenció de mantenir l'operació en revisió. El Consell va acollir amb satisfacció l'aixecament de les restriccions a la lliure circulació de la UNFICYP pel costat turc i la bona cooperació d'ambdós bàndols, tot i que hi havia preocupació pel nivell del delicte a través de la línia de l'alto el foc.
La resolució també va donar la benvinguda al continuat finançament de les operacions de les Nacions Unides pels governs de Xipre i Grècia.

## Actes
En l'extensió del mandat de la UNFICYP, la resolució va demanar al Secretari General que informés al Consell sobre l'aplicació de la resolució vigent i que recolzés encara més els esforços de la UNFICYP per implementar la política d'explotació sexual. Va instar a la part turcoxipriota a restaurar el statu quo militar a Strovilia abans del 30 de juny del 2000.